# Phoenix (album)
A Phoenix az Asia 2008-as stúdióalbuma, az első az Alpha 1983-as megjelenése óta, amin mind a négy eredeti tag (John Wetton, Geoff Downes, Steve Howe és Carl Palmer) közreműködik. A név (magyarul főnix) az újjáegyesülést jelképezi: a legendák szerint a főnix, ha már nagyon idős, elég, de aztán saját hamvaiból éled újra.
Az újjáegyesült Asia hivatalos honlapja szerint 2008-as koncertturnéjukon már az album dalaiból is előadnak néhányat. A turné során Magyarországra is ellátogattak, május 30-án léptek fel a Petőfi Csarnokban.
Az album Roger Dean által készített borítóján a fekete háttér előtt egy Asia-logó és egy főnixmadár látható.

## Számok listája
1. Never Again – 4:54
2. Nothing's Forever – 5:46
3. Heroine  – 4:52
4. Sleeping Giant / No Way Back / Reprise – 8:10
5. Alibis – 5:39
6. I Will Remember You – 5:10
7. Shadow of a Doubt – 4:18
8. Parallel Worlds / Vortex / Déyà – 8:11
9. Wish I'd Known All Along – 4:05
10. Orchard of Mines – 5:11
11. Over and Over – 3:33
12. An Extraordinary Life – 4:56

Akusztikus bónuszszámok
- Európa - An Extaordinary Life (kizárólag a limitált kiadáson)
- Japán - I Will Remember You

## Közreműködő zenészek
- John Wetton – ének, basszusgitár
- Geoff Downes – billentyűs hangszerek
- Steve Howe – gitár
- Carl Palmer – dob

## Külső hivatkozások
- Az újjáegyesült Asia hivatalos oldala
- Stuck in the '80's (Megragadva a '80-as években) Archiválva 2008. március 3-i dátummal a Wayback Machine-ben